# 塔季揚娜·圖蘭斯卡婭
塔季揚娜·米哈伊洛芙娜·圖蘭斯卡婭（羅馬化：Tat'yana Mikhaylovna Turanskaya；1972年11月20日—），德涅斯特河沿岸烏克蘭裔政治家。2013年7月10日她接替因辭職接受新工作的彼得·斯捷潘诺夫成為不獲國際承認國家德涅斯特河沿岸總理。